# Mihimarise
『mihimarise』（ミヒマライズ）は、mihimaru GTの4枚目のオリジナルアルバム。2008年5月28日にユニバーサルJから発売された。

## 概要
- 『mihimagic』以来、実に1年8ヶ月ぶりとなるオリジナルアルバム。アルバムとしては前作に引き続きオリコンチャート1位を獲得。また、アーティスト・ブック「mihimaLook Book」も同日発売された。
- 「Love Sick」、「愛コトバ」、「diverge」、「ALIVE」はデビュー前からあったデモ楽曲を、今回もう一度アレンジしたもの。
- 今回は「原点回帰」というひとつのテーマをコンセプトに制作。候補のアルバムタイトルは「mihimaru子ちゃん」。

## 収録曲
（タイアップはmihimaru GT#タイアップを参照）
1. Theme of mihimaLIVE 2
オーケストラの曲、「アルルの女」 第2組曲 “ファランドール”（作曲：ビゼー）を使っている。
2. ギリギリHERO
17thシングル
3. I SHOULD BE SO LUCKY
15thシングル「I SHOULD BE SO LUCKY／愛コトバ」の1曲目。
4. Bon Voyage
アルバムリード曲。「新しい自分」をイメージして描いた曲。
5. 遠郷 〜tokyo〜 feat. 九州男
6. Love Sick
7. BLUE TAGGING
hirokoではなくmiyakeがメイン。ほとんどスクラッチ音。
8. 愛コトバ
15thシングル「I SHOULD BE SO LUCKY／愛コトバ」の2曲目。
9. ええがな
16thシングル「diverge」のカップリング曲。
10. 俄然Yeah!
14thシングル
11. Birthday Song feat. 常田真太郎（from スキマスイッチ）
スキマスイッチの常田真太郎が鍵盤で参加している。
12. diverge
16thシングル
13. ALIVE
14. ラジマルGT傑作トーク集 with 古坂大魔王
mihimaru GTのラジマルGTより編集。

### DVD（初回盤のみ）
- I SHOULD BE SO LUCKY -Video Clip-
- ギリギリHERO -Video Clip-
- Bon Voyage -Video Clip-

## 参考資料
- Yahoo!ミュージック - ミュージックマガジン - mihimaru GT